# Lepidurus apus
Lepidurus apus is een kreeftachtige uit de familie Triopsidae. De wetenschappelijke naam van de soort werd als Monoculus apus in 1758 gepubliceerd door Carl Linnaeus.
Het dier heeft het uiterlijk van een kleine degenkrab doordat het een van onder en boven afgeplat schild heeft. De soort leeft in tijdelijke maar redelijk diepe heldere poelen, plassen, sloten en zelfs ondergelopen weiland. Het kreeftje leeft in koud water en is een voorjaarssoort, die met name in april wordt waargenomen. Temperaturen van boven 18 graden Celsius overleeft hij niet.
De soort komt voor in een groot deel van Europa, maar niet in de Scandinavische landen, de Baltische staten en de Balkan. In Nederland, dat aan de noordgrens van het areaal ligt, is hij zeer zeldzaam.